# Intruda signata
Intruda signata là một chi đơn loài nhện trong họ Gnaphosidae. Chúng chỉ được tìm thấy ở Australia và New Zealand.